# Der Zauberrabe Rumburak
Der Zauberrabe Rumburak (Originaltitel: Rumburak) ist ein Kinder- und Jugendfilm, der zeitweise auch als zweiteiliger Film gesendet wurde. Der Film entstand in einer Co-Produktion zwischen dem tschechoslowakischen Fernsehen und dem Westdeutschen Rundfunk. Das Drehbuch schrieb Miloš Macourek; Regie führte Václav Vorlíček.
Der Film basiert auf dem Charakter Rumburak aus der Fernsehserie Die Märchenbraut, weicht inhaltlich von dieser jedoch stark ab.

## Handlung
Zauberer Rumburak nimmt tagsüber die Gestalt eines Raben, nachts aber die eines Menschen an. Er führt ein klägliches Dasein; ständig friert und hungert er. Er lebt auf einem alten Turm in der Stadt Prag und teilt sich die Unterkunft mit der eifersüchtigen Rabendame Ottilie, mit der er in wilder Ehe lebt, die ständig zankt und wortwörtlich auf ihm herumhackt. Darüber hinaus ist Rumburak ein Zauberer ohne jede Macht, denn er hat alle Zauberformeln vergessen.
Einziger Lichtblick in seinem trüben Dasein ist das schöne Mädchen Helene. Jeden Morgen fliegt Rumburak zur Eishalle, um sie beim Training zu beobachten. Helene, die Tochter des Schuldirektors Trojan, trainiert täglich hart für eine Karriere als Eiskunstläuferin. Sie hat den Raben ins Herz geschlossen und läuft erst unter den Augen ihres „Maskottchens“ zur Höchstform auf.
Doch selbst der Flug zur Eishalle birgt Gefahren. Ingenieur Zacharias, ein verrückter Technik-Fanatiker und Feind der Tierwelt, schießt bevorzugt mit seiner Flinte auf Raben. Eines Tages, Rumburak knurrt wieder einmal der Magen vor Hunger, trifft ihn eine Kugel von Zacharias und er stürzt ab. Zu seinem Glück landet er genau vor den Füßen von Willy, dem Sohn von Direktor Trojan und Bruder von Helene. Er nimmt den Raben Rumburak zu Hause auf und versorgt ihn.
Gegen Abend verwandelt sich der Rabe wieder in Rumburak, zuvor hatte ihn Direktor Trojan jedoch beringt. Rumburak nutzt diese Gelegenheit, plündert die Speisekammer der Familie Trojan und stiehlt obendrein einen warmen Winterpelz aus der Garderobe. Wieder auf der Straße, wird Rumburak an einer Ampel fast überfahren. Als Wiedergutmachung bekommt er vom Fahrer eine Stellung als Nachtwächter im städtischen Forschungsinstitut, in dem auch Zacharias und Helene arbeiten. In diesem Institut gibt es auch einen Zentralcomputer, von allen Quatschkopf genannt, den Rumburak noch in derselben Nacht benutzt, um wieder an alte Zauberformeln heranzukommen. Vor allem interessiert ihn jene, mit der man sich ins Märchenreich versetzen kann.
In dieser Nacht gelingt es ihm aber nicht, dafür spielt Quatschkopf verrückt und hinterlässt Berge von Papieren mit zusammengesetzten Wörtern. Als Zacharias am anderen Morgen, gemeinsam mit dem Pförtner Pechanek, den Computerraum betritt, findet er das Chaos vor. Gedankenlos liest er eine der Formeln von den zahllosen Papieren vor und schon ist Pechanek verschwunden. Triumphierend fasst Zacharias einen folgenschweren Entschluss, mit dieser Formel könnte er der menschlichen Technik zum endgültigen Sieg über die Natur verhelfen und er baut dem Computer ein wichtiges Teil aus, damit dieser ihn nicht verraten kann.
Zacharias startet nun seinen Feldzug gegen die Tierwelt: Er zieht durch die Stadt und schickt Katzen, Hunde, Wellensittiche sowie Tiere aus dem städtischen Zoo ins Märchenreich, wird dabei aber von Direktor Trojan beobachtet. Doch Zacharias entledigt sich des unliebsamen Zeugen, indem er Trojan ebenfalls verschwinden lässt. Um die Sache zu vertuschen, schiebt er Direktor Trojans Tasche in den Löwenkäfig und alle Welt glaubt, der Tierschützer sei vom Löwen gefressen worden.
Rumburak verliert seine Stelle als Nachtwächter, wird aber von einem freundlichen Herren zum Abendessen eingeladen und erfährt vom Schicksal Trojans. Er hegt einen Plan. Da Tante Eugenie, die Schwester Trojans, an Seelenwanderung glaubt, gibt er sich tagsüber als Direktor Trojan aus, der als Rabe wiedergeboren ist. Abends, wenn er seine menschliche Gestalt wiedererlangt, erscheint er als der Ornithologe Schubert, ein Freund des Direktors, im Hause Trojan. Durch einige Tricks gelingt es Rumburak, seine Umwelt zu täuschen und tatsächlich davon zu überzeugen, er sei Direktor Trojan.
Nur Willy ist misstrauisch und kann Rumburak schließlich anhand des Ringes überführen, den sein Vater an ihm angebracht hat. So kann er ihn „erpressen“; Rumburak lässt einige Lehrer auswechseln, organisiert Ausflüge während der Schulzeit und sorgt dafür, dass Willy den Hund des Schuldieners zum Geburtstag bekommt. Inzwischen ist es so weit, dass Helene sich in den Ornithologen Schubert alias Rumburak verliebt hat.
Doch schließlich fliegt der ganze Schwindel auf, als Zacharias vor einem Freund ausplaudert, dass er derjenige war, der Direktor Trojan und die vielen Tiere verschwinden ließ. Er wird daraufhin gezwungen, den Zentralcomputer wieder zu reparieren und Trojan mittels der rückwärts aufgesagten Zauberformel wieder ins Menschenreich zurückzuholen. Der Computer ist auf Rache aus und sucht eine Zauberformel heraus, mit der er Zacharias in einen Raben verwandelt.
Direktor Trojan kehrt zurück nach Hause, gerade als Rumburak wieder einmal zu Besuch ist. Er befördert Rumburak zurück ins Märchenreich und sorgt gleichzeitig dafür, dass die verschwundenen Tiere wieder auftauchen.
Nach heftigen Protesten von Helene und Willy entschließt Trojan sich dann doch, Rumburak wieder ins Menschenreich zu holen, und mittels der Zauberformel gelingt ihm das auch. Der König des Märchenreichs hatte zwischenzeitlich Rumburak begnadigt und ihn wieder als Zauberer zweiter Kategorie eingestellt.
Doch Rumburak ist nicht unglücklich darüber, wieder im Menschenreich zu sein, da seine Liebe zu Helene ihm wichtiger ist als irgendwelche Titel oder Zauberkraft. Der verwandelte Ingenieur Zacharias wird von Rabendame Ottilie aufgenommen und macht es sich zur neuen Aufgabe, bei den Vögeln für den technischen Fortschritt zu sorgen. Die dadurch frei gewordene Stelle im Forschungsinstitut kann Rumburak besetzen und so ständig an Helenes Seite sein.

## Unterschiede zuDie Märchenbraut
Seinen Ursprung hat Der Zauberrabe Rumburak in der Fernsehserie Die Märchenbraut und gilt sozusagen als deren Fortsetzung. Jedoch weicht die Handlung deutlich von der Serie ab.
In der letzten Folge der Märchenbraut gelang es dem Zauberer Vigo, Rumburak und seine Verbündete, die Hexe, zu überwinden. Zur Strafe für ihre Untaten verwandelte er mit Hilfe des Wunschringes beide in eine Waschmaschine und einen Kühlschrank. In Der Zauberrabe Rumburak wird darauf nicht eingegangen, hier verwandelt sich Rumburak tagsüber in einen Raben, erhält nachts seine normale Gestalt. Erst in Die Rückkehr der Märchenbraut, der Fortsetzung der Märchenbraut, wird versucht, den Widerspruch aufzulösen, und erklärt, dass die Verwandlung in einen Kühlschrank mit Ablauf des Garantiejahres nachgelassen und Rumburak seine menschliche Gestalt zurückerhalten habe.
In der Mitte der 1980er Jahre veröffentlichten Nacherzählung „Die Märchenbraut & Der Zauberrabe Rumburak“ wird im ersten Kapitel kurz geschildert, dass die Waschmaschine verrückt spielte und die Wäsche ruinierte, auch eine Reparatur änderte nichts. Um Rumburak vor der Schrottpresse zu bewahren, wurde er zu seiner jetzigen Daseinsform begnadigt. Allerdings hatte die Reparatur alle Zauberformeln in seinem Gedächtnis gelöscht.
Während in der Märchenbraut zum Wechsel vom Menschenreich zum Märchenreich ein Zaubermantel nötig war, reicht nun ein einfacher Zauberspruch.
Auch Verwandlungen erfolgen einfach über einen Zauberspruch, in der Märchenbraut brauchte man hierfür noch einen Zauberring.

## Titel des zweiteiligen Films
1. Das Leben im Turm
2. Abracadabra im Computer

Länge: jeweils 50 Minuten.

## Sonstiges
In Der Zauberrabe Rumburak setzte der Autor Miloš Macourek seine Kritik an der menschlichen Zivilisation fort, die bereits in Die Märchenbraut sowie anderen Werken zur Sprache kommt. Auffallend ist die subtile Form der Kritik, die sich, ohne dabei in Konflikt mit den damaligen Behörden der Tschechoslowakei zu geraten, auch gegen die damaligen Verhältnisse im sozialistischen Staatswesen (Umweltzerstörung, Trabantenstädte usw.) richtet. Die Technikhörigkeit der Menschen sowie ihr Umgang mit der Natur und in diesem Fall speziell mit der Tierwelt werden kritisch dargestellt. Somit brachte der Film Der Zauberrabe Rumburak neben Unterhaltung auch Anstöße zum Nachdenken über das Verhältnis des Menschen zu seiner Umwelt.
In Die Rückkehr der Märchenbraut gibt es nur einige wenige Anspielungen auf den Film Der Zauberrabe Rumburak.
Z. B. wird von der Hexe kurz von „der Eiskunstläuferin“ gesprochen, die Rumburak verlassen hat. Außerdem arbeitet Arabella mit dem tierhassenden Zacharias an dem Araphon, das es ermöglichen soll, dass Menschen mit Tieren kommunizieren können.